# Matti Louhivuori
Matti-Lauri Louhivuori (n. 14 septembrie 1928, Heinola, Mikkeli Province⁠(d), Finlanda – d. 31 august 1977, Helsingfors, Finlanda) a fost un cântăreț finlandez.